# Raghuva multiradiata
Raghuva multiradiata är en fjärilsart som beskrevs av George Francis Hampson 1902. Raghuva multiradiata ingår i släktet Raghuva och familjen nattflyn. Inga underarter finns listade.